# Москва-Домодєдово (аеропорт)
Міжнародний аеропорт «Домодєдово» (IATA: DME, ICAO: UUDD) — найбільший московський аеропорт, один із трьох провідних аеропортів Москви. Розташований на межі між міськими округами Домодєдовський та Раменським Московської області за 45 кілометрів на південний схід від центру Москви та за 22 км від МКАДу.
За підсумкамі 2015 є року другим за величиною пасажирообігу російським аеропортом, також входить в двадцятку найзавантаженіших аеропортів Європи.
Аеропортовий комплекс включає в себе льотне поле, утворене двома незалежними паралельними злітно-посадочними смугами (ЗПС1 і ЗПС2). Вони розташовані за два кілометри один від одного, що робить Домодєдово єдиним аеропортом Московського авіаційного вузла, здатним одночасно проводити на своїх смугах операції по злету та посадці. Обидві ЗПС сертифіковані за категорією ICAO CAT IIIA. Реконструкція ЗПС1 дозволила Домодєдово стати першим російським аеропортом, який має можливості приймати пасажирський лайнер Аеробус A380.
Пасажирський термінал аеропорту Домодєдово має сертифікат «С» IATA і є першим в Росії, що пройшов сертифікацію за міжнародним стандартом якості ISO 9001:2000.
Частка пасажиропотоку аеропорту від загального обсягу в Москві становить 46 %. Станом на 2012 рік з Домодєдово виконували рейси 82 авіакомпаній за 244 напрямками у всьому світі, 88 з яких унікальні для московського авіаційного вузла. Серед партнерів аеропорту 54 іноземних авіакомпаній (16 з них представляють країни СНД) і 28 російських. 2011 року Домодєдово, вибраний для польотів до Москви членами таких відомих авіаційних альянсів, як Star Alliance та Oneworld, обслужив 25,7 млн пасажирів.
Власником аеропорту вважається група «Іст Лайн». Формально аеропорт належить кіпрській компанії East Line, яка, своєю чергою належить зареєстрованій на острові Мен компанії FML.
Аеропорт випускає власний повнокольоровий журнал «Домодєдово» для авіапасажирів. Видання виходить щомісяця (за винятком січня — лютого, коли виходить номер за два місяці одразу). Тематика — широка (від новин авіакомпаній до статей про моду, подорожі та бізнес).
Є хабом для авіаліній:
- Nordavia
- NordStar
- Nordwind Airlines
- Yamal Airlines
- Red Wings Airlines
- RusLine
- S7 Airlines
  - Глобус
- Ural Airlines[en]

## Історія

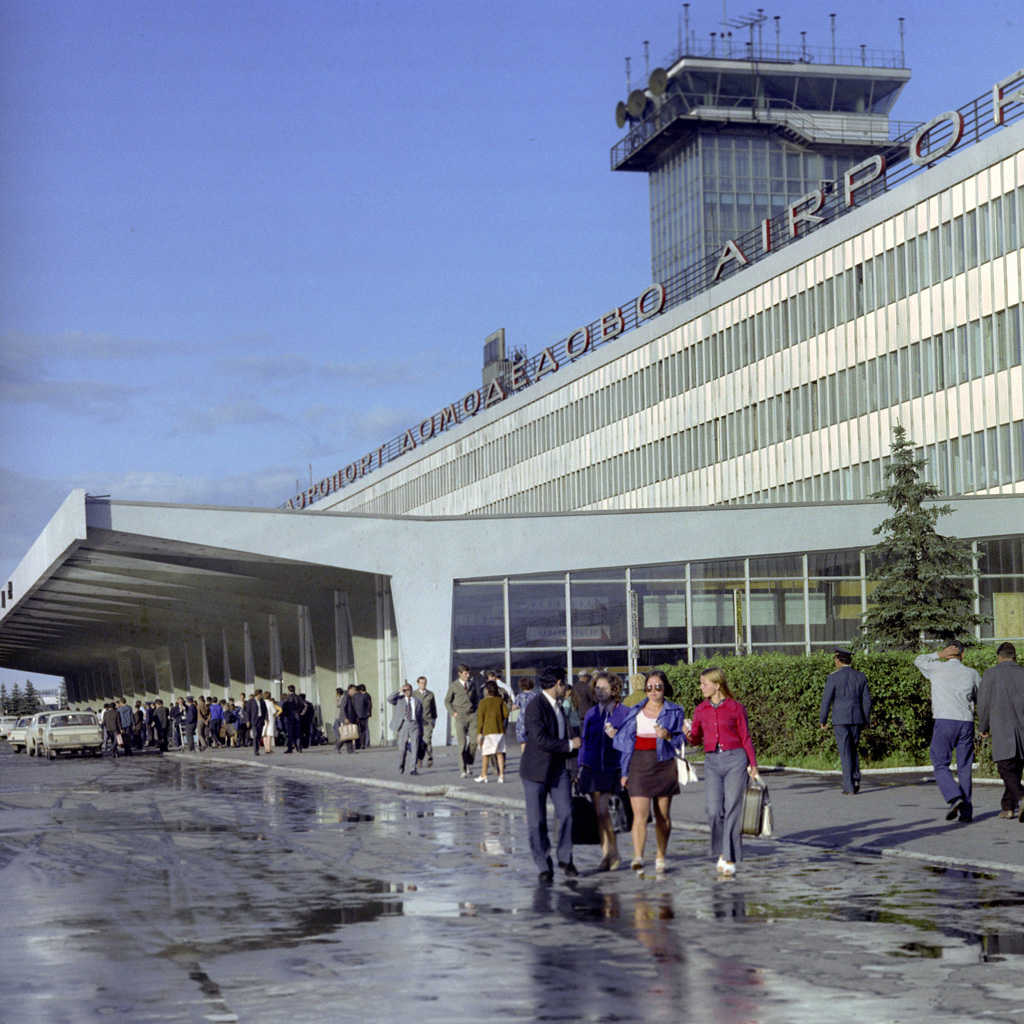
Термінал аеропорту 1 червня 1974 року

Історія аеропорту розпочалася 13 листопада 1954 р., коли Рада Міністрів СРСР ухвалила рішення про будівництво другого московського аеропорту цивільного повітряного флоту в районі селища Елгазіно Подільського району Московської області. З такою пропозицією виступило Головне управління цивільного повітряного флоту при Раді Міністрів СРСР.
21 грудня 1955 р. Рада затвердила проектне завдання. Через рік одночасно з початком будівництва вийшов наказ № 9 начальника Головного керування ГПФ «Про створення Дирекції будівництва другого московського аеропорту та призначення директором т. Іванова І. П.». Спочатку проект називався «Москва II» і був закріплений за Дирекцією як об'єкт № 306.
Днем народження аеропорту Домодєдово вважається 7 квітня 1962 р. Цього дня вийшов наказ начальника Головного управління цивільного повітряного флоту № 200 «Про організацію Московського аеропорту Домодєдово», в тексті якого значилося: «Організувати у складі Московського управління транспортної авіації ГПФ аеропорт Домодєдово та надалі іменувати його московський аеропорт Домодєдово».
Після заснування у 1963 р. лінійно-експлуатаційних ремонтних майстерень та виходу відповідних наказів, з аеропорту почали здійснюватися вантажні та поштові рейси на літаках Ту-104 та Іл-18.
25 березня 1964 р. з Домодєдово вилетів перший пасажирський рейс літаком Ту-104 за маршрутом Москва — Свердловськ. 20 травня 1964 р. відбулося відкриття аеровокзального комплексу. Регулярні пасажирські рейси почали виконуватися в 1966 р.
Аеропорт, який розташований на південному сході Московської області, задумувався як вузловий для далекомагістральних перельотів у Сибір, на Далекий Схід і в Середню Азію, крім того, аеропорт обслуговував середньомагістральні маршрути до Поволжя та на Урал. У Домодєдово базувалися літаки сімейств Іл та Ту. У 1992 р. аеропорт отримав статус міжнародного.
В 1999 р. почалася реконструкція аеровокзального комплексу. Вона проходила в рамках Комплексної програми розвитку аеропорту до 2003 р., яка була затверджена урядом Московської області та колегією Федеральної авіаційної служби РФ. В її рамках пройшла практично повна реконструкція аеровокзального комплексу, який відкрився в 2000 р. Діяльність аеропорту на час усього періоду робіт не припинялася.
З 2004 по січень 2008 р. проходило розширення пасажирських терміналів. До 2013 р. керівництво московського аеропорту Домодєдово планує збільшити площу аеровокзального комплексу практично до 500 тис. м².
У 2011 році в рамках премії «World Airport Awards» аеропорт був визнаний найкращим у Східній Європі.

## Злітно-посадкові смуги (ЗПС)
У Домодєдово було побудовано дві злітно-посадкові смуги з синтетичним та армобетонним покриттям. Відстань між їхніми осями становить два кілометри, що дозволяє одночасно проводити операції зі злету та посадки. Це єдиний аеропорт у Московському авіаційному вузлі, який має в своєму розпорядженні такі можливості. Смуги у Внуково перехрещуються, а відстань між паралельними ЗПС у Шереметьєво вимагає суворої черговості виконання злітно-посадкових операцій.
ЗПС-1 довжиною 3 500 м була збудована у 1962 році, а офіційно введена в експлуатацію в 1964 р. Смуга була реконструйована двічі — у 1976 році та в 2007 році. Будівництво ЗПС-2 завершилося в 1968 році. Реконструювалася вона лише одного разу — в 1981 році. Довжина смуги — 3 794 метра.
Обидві ЗПС мають Сертифікат відповідності стандартам вищої категорії ICAO — IIIA, що дозволяє Домодєдово приймати повітряні судна всіх використовуваних типів (мають бортове обладнання інструментальної посадки) при горизонтальній видимості не менш 200 метрів та висоті нижньої межі хмар не менше 30 метрів. Пропускна здатність смуг, що мають сертифікат за цією категорією, 20 та 60 повітряних суден на годину при простих метеоумовах (при складних 7 і 12).
На час реконструкції першої злітно-посадкової смуги функції ЗПС здійснювала магістральна руліжна доріжка (МРД), яка була спеціально дообладнана до необхідного рівня.

### Можливості будівництва третьої злітно-посадкової смуги
У зв'язку із зростанням пасажиропотоку та необхідністю реконструкції другої ЗПС, керівництво аеропорту почало говорити про необхідність будівництва третьої злітно-посадкової смуги. ЗПС-2, збудована в 1968 році, за інформацією представників аеропорту Домодєдово, може експлуатуватися до 2014 року, після чого її необхідно закривати на реконструкцію.

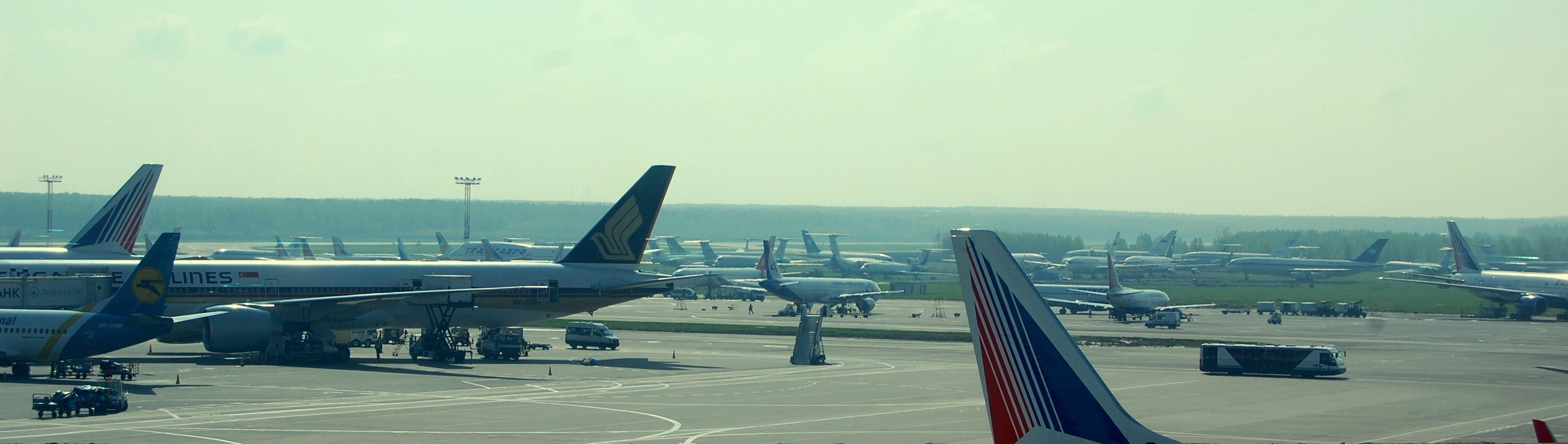
Перрон

Попри те, що Домодєдово є приватним аеропортом, його управляюча компанія не може самостійно ухвалити рішення про будівництво нової ЗПС. Причина полягає в тому, що територія аеродрому, до якої належать злітно-посадкові смуги, не може бути за законом віддана в приватні руки і належить державі.

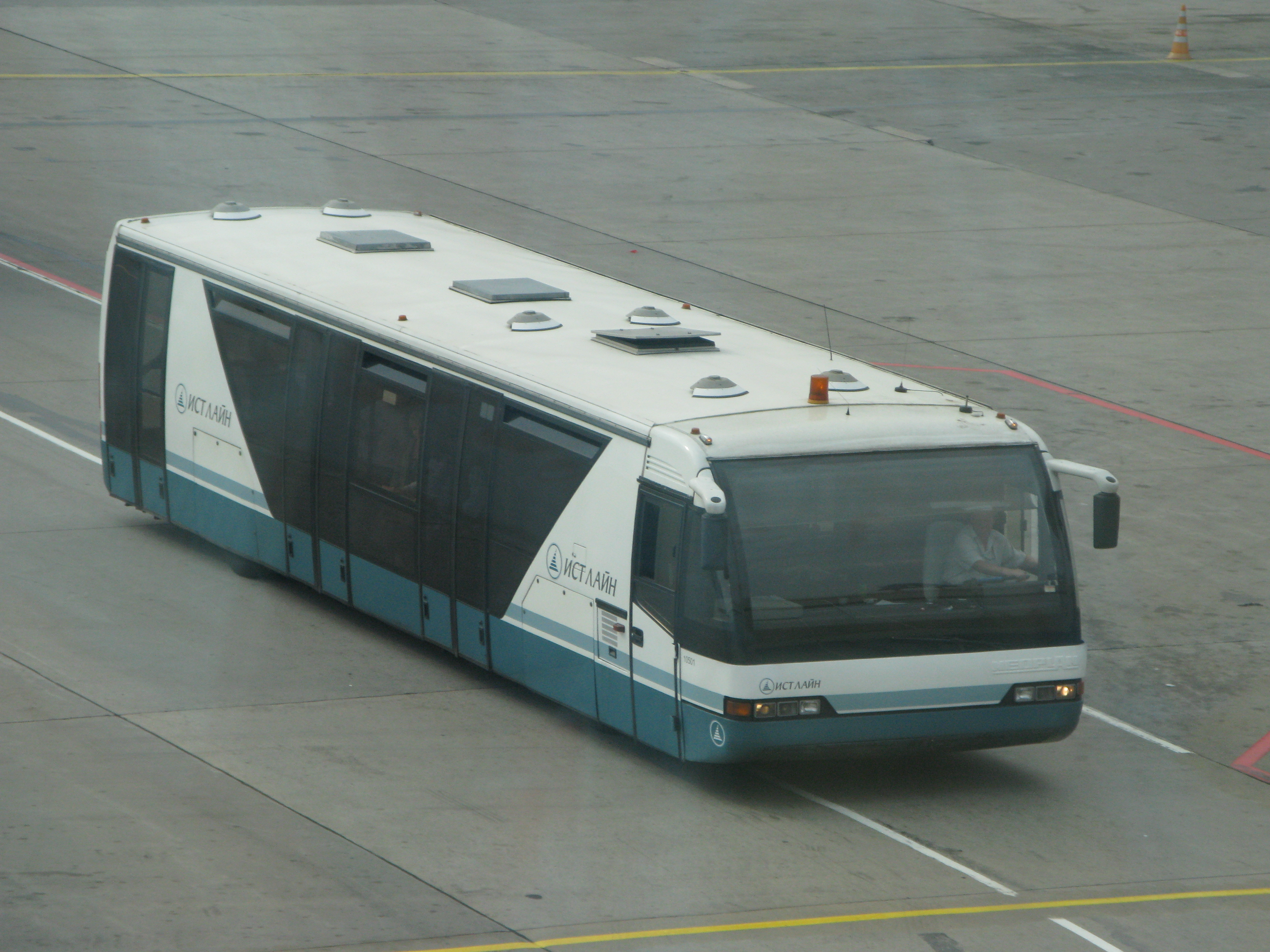
Автобус-шаттл

У вересні 2010 року в розпорядження низки ЗМІ потрапив протокол наради під головуванням Володимира Путіна, згідно з яким Мінтрансу, Мінекономрозвитку та Мінфіну Росії було доручено «забезпечити фінансування та розвиток московського авіатранспортного вузла з урахуванням реконструкції існуючих злітно-посадкових смуг в аеропортах Внуково та Домодєдово та будівництва третьої ЗПС в аеропорту Шереметьєво».
Наприкінці жовтня 2010 року Міністр транспорту Ігор Левітін розповів інформаційному агентству РИА Новости, що Міністерство транспорту та аеропорт Домодєдово ведуть переговори про будівництво третьої смуги. Після цієї заяви полеміка в ЗМІ про те, де доцільно будувати ЗПС-3, поновилася з новою силою. Керівництво московського аеропорту Домодєдово заявляє, що при будівництві смуги на прилеглих до нього територіях воно готове вкласти власні кошти в їх викуп. Крім цього, у разі прийняття рішення про будівництво нової ЗПС в Шереметьєво, доведеться переселяти жителів кількох населених пунктів, які вже звернулися з проханням не робити цього у відкритому листі до прем'єр-міністра Володимира Путіна. Крім виселення сіл потрібно переніс русел або облаштування водоперепускних споруд для річок Клязьма, Альба, Ключі. Але і в цьому випадку на ділянці, зарезервованому аеропортом Шереметьєво, може бути розміщена смуга завдовжки 3 200 метрів замість необхідних 3 600 метрів, що обмежить прийом великих повітряних суден.
На прохання керівництва комітету з транспорту Державної Думи РФ група компаній «Прогресстех» підготувала незалежний звіт про стан Московського авіаційного вузла, в якому оцінює будівництво нової ЗПС в Шереметьєво в 45 млрд рублів, а в Домодєдово — в 20 млрд рублів. Це пов'язано з тим, що території під будівництво нових смуг були зарезервовані керівництвом Домодєдово ще у 2005 р., і їх площа дозволяє побудувати до 10 нових ЗПС. Власники аеропорту заявили, що готові самостійно викуповувати необхідні для будівництва ділянки, які до того ж не вимагають змін природних умов і не заселені людьми.
Генеральний директор московського аеропорту Шереметьєво Михайло Василенко у своєму блозі навів як основний аргумент на користь керованого ним аеропорту те, що Шереметьєво є державним активом.
Однак, на думку колумніста «Російської газети» Миколи Злобіна, вкладені в Шереметьєво держкошти не знайдуть віддачі: «Нова смуга буде за 8 км від терміналу, через що лише транспортування літака складе приблизно 40 хвилин. Це не лише позбавляє сенсу бізнесменові летіти, скажімо, з європейської столиці, збільшуючи переліт на третину, але й веде до різкого збільшення витрат авіакомпаній. Пасажири, мабуть, взагалі будуть приїжджати за багажем наступного дня. Відстань суперечить світовим стандартам безпеки для рулювання широкофюзеляжних літаків — 5 км, після чого різко підвищуються шанси на аварію через перегрів шасі. А рятувальникам доведеться їхати 8 км, перш ніж почати рятувати. Які західні авіа- і страхові компанії підуть на такий ризик?»
Тим не менш, переговори про будівництво третьої ЗПС тривають як Мінтрансом, так і керівництвом обох аеропортів.

## Аеровокзальний комплекс

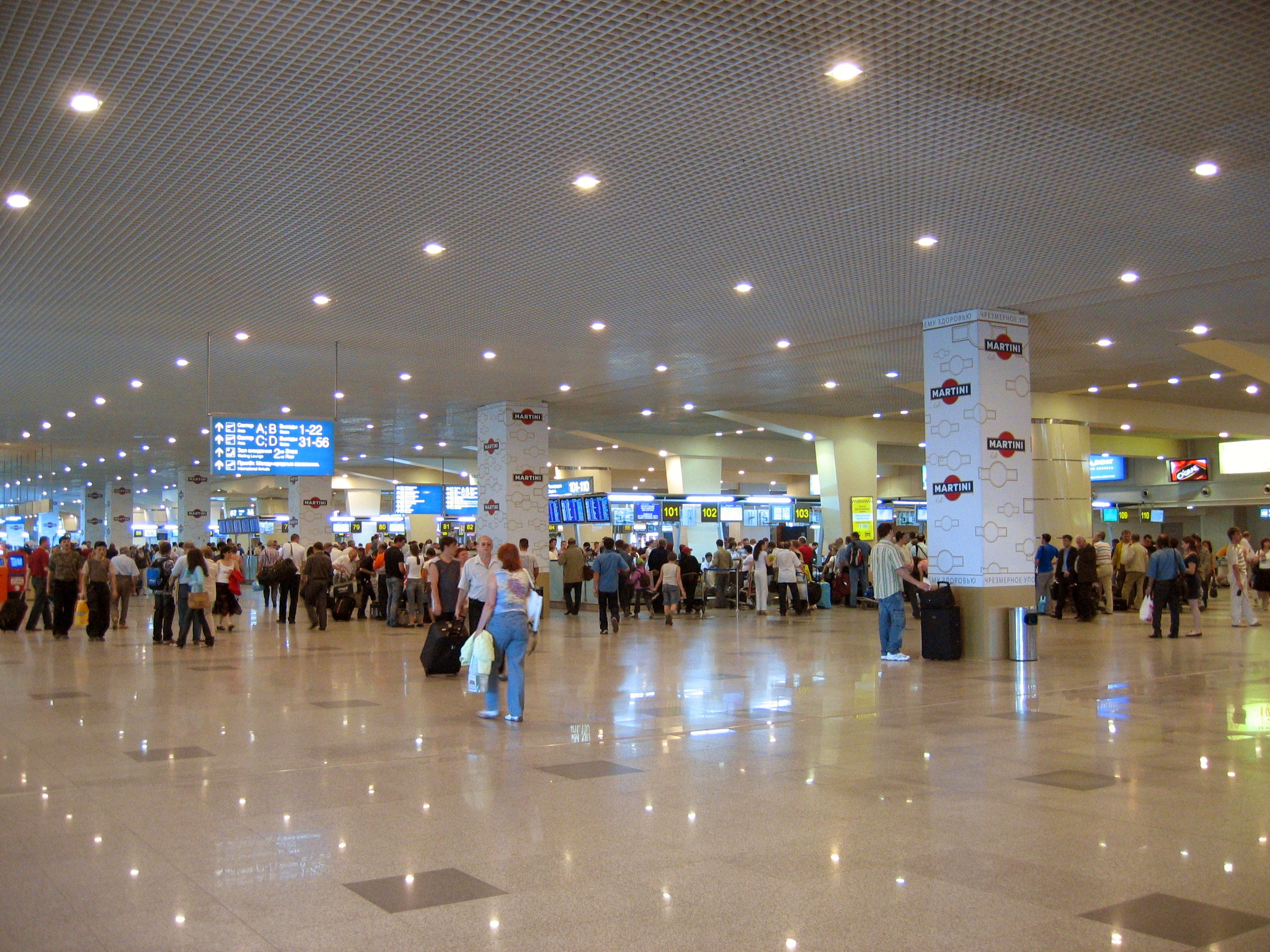
Вестибюль та реєстраційні стійки

Нинішня будівля аеровокзального комплексу (АВК) — або пасажирський термінал — аеропорту Домодєдово має площу 135 тис. м². На першому поверсі розташовуються острова реєстрації, магазини, точки харчування, зал очікування, вильоти та прильоти внутрішніх та міжнародних ліній.

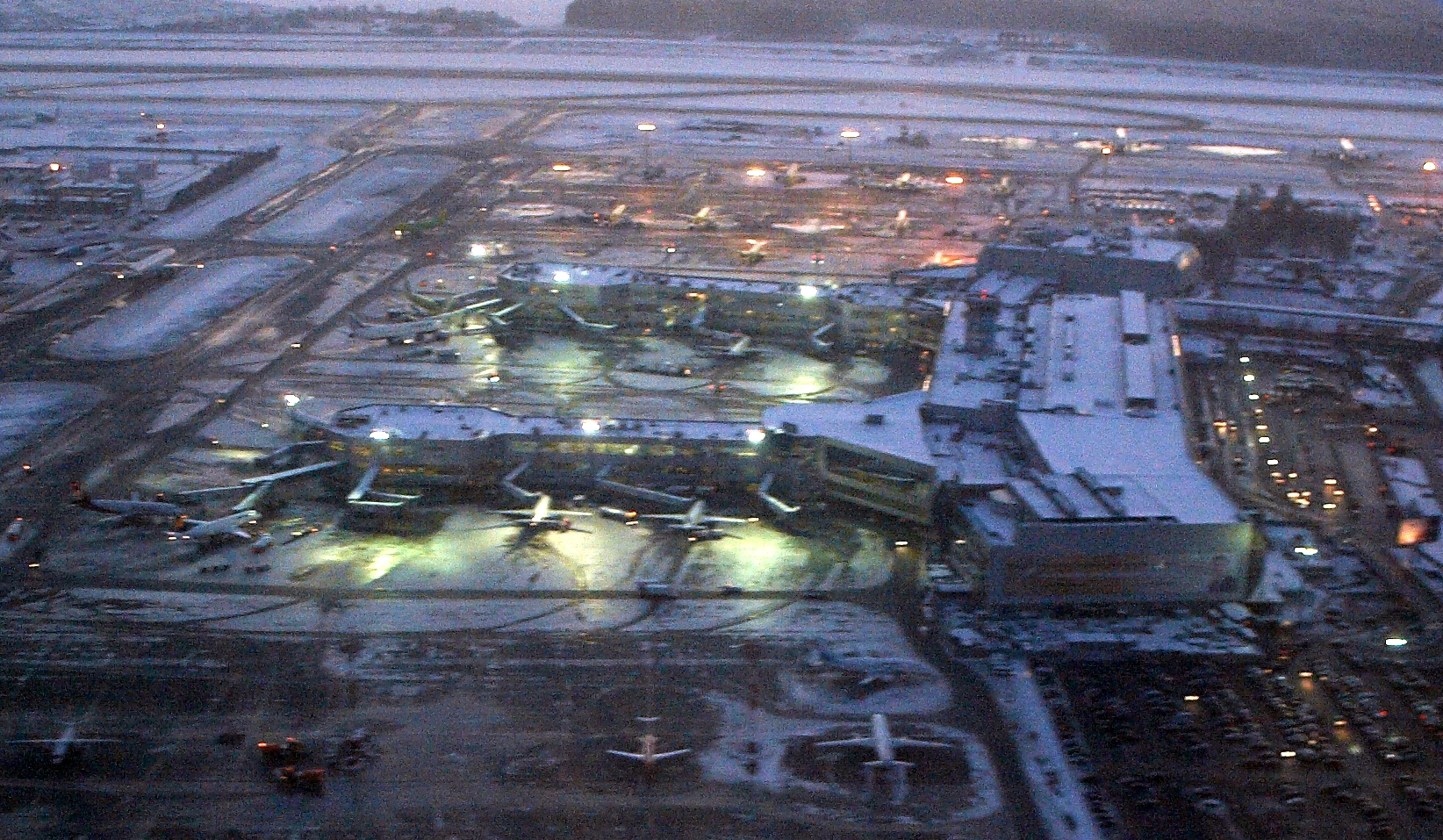
Вигляд з повітря

В аеропорту Домодєдово діє острівна система реєстрації: в АВК розташовуються чотири острови по 22 секції та два острови по 20 секцій і ще чотири секції для реєстрації негабаритного вантажу. Вони систематизовані відповідно до авіакомпаніями, які здійснюють рейси. Острови реєстрації і на внутрішні, і на міжнародні рейси розташовані під одним дахом згідно з трансферними технологіями, рекомендованими ICAO та IATA. Це зроблено для полегшення маршруту прямування трансферних пасажирів. Крім того, є 13 секцій для реєстрації трансферних пасажирів і в стерильній зоні аеропорту.

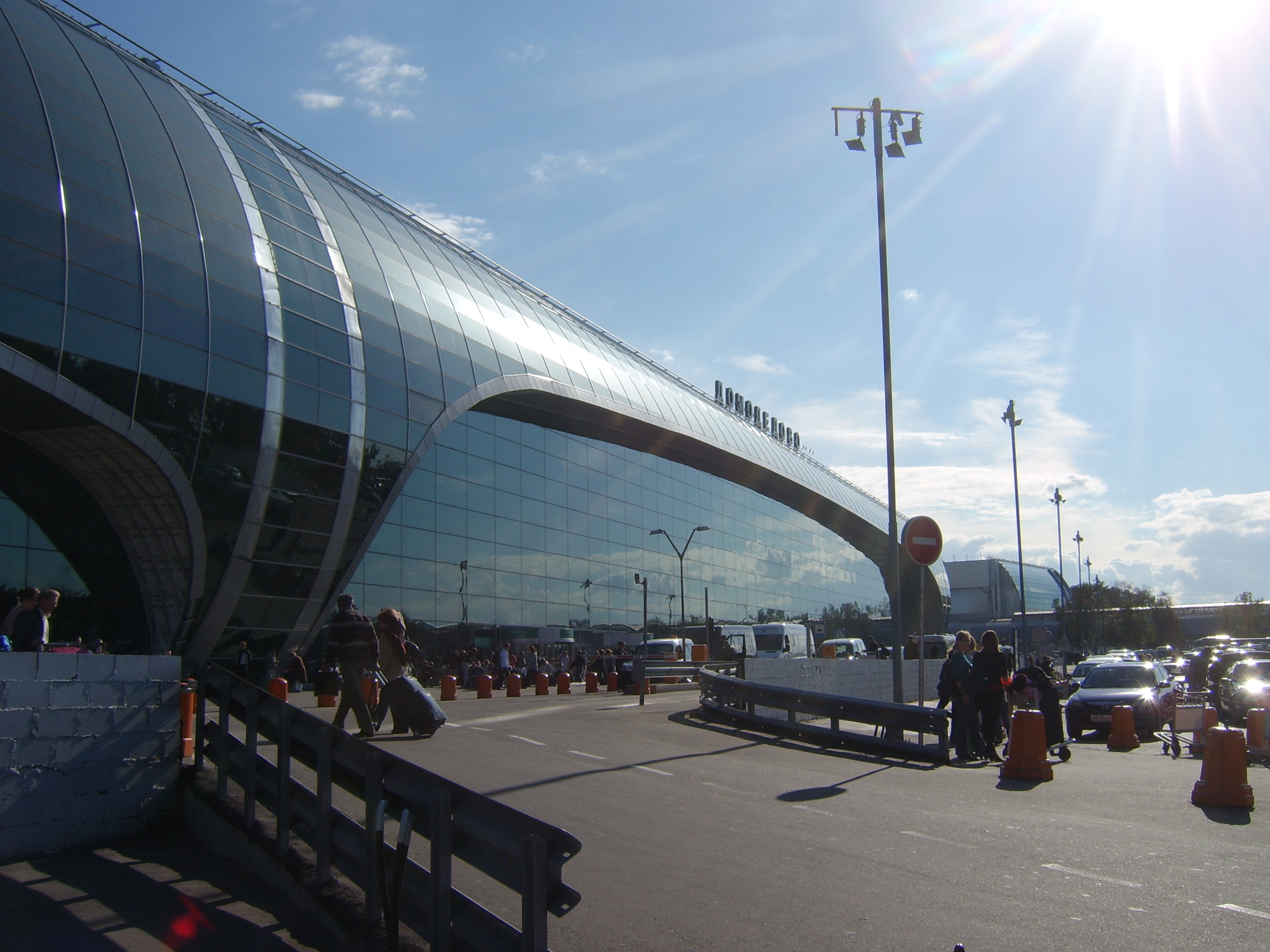

На другому поверсі загальної зони аеровокзального комплексу, на який ведуть ескалатори або ліфти, можна відвідати різноманітні магазини, кав'ярні і ресторани, спа-салони, відділення банків. Також там знаходяться поштове відділення, міграційна служба та представництва авіакомпаній.

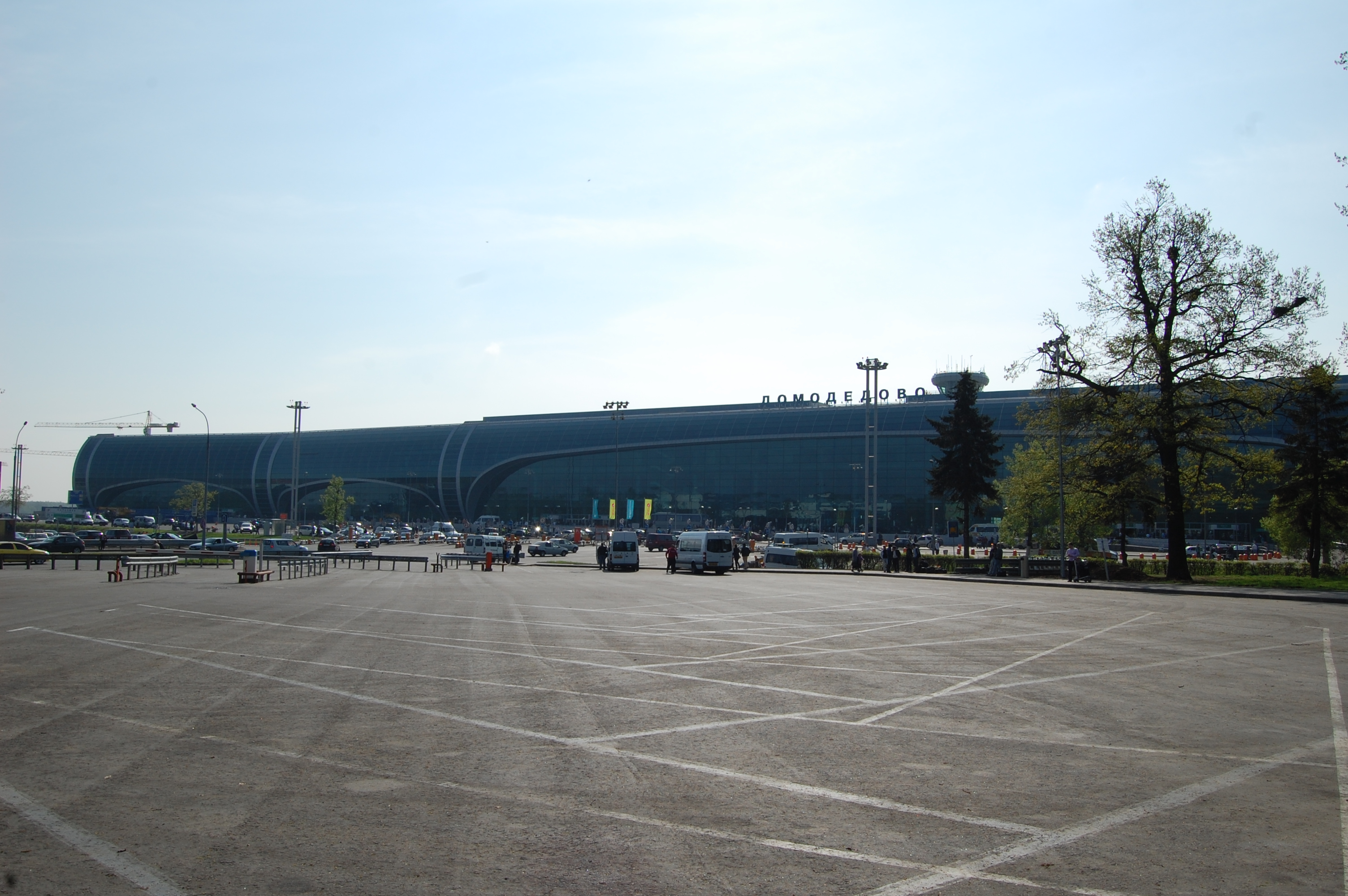

У загальній зоні прильоту внутрішніх ліній на першому поверсі розташовані видача багажу, медпункт, відділення поліції, вихід на посадку на Аероекспрес. У стерильній або чистій зоні вильоту внутрішніх авіаліній на обох поверхах є кілька вбиралень, медпункт, курильня, бізнес-зали, різноманітні магазини та точки харчування, в тому числі мережеві.
У зоні прильоту міжнародних повітряних ліній (МПЛ) знаходяться фіто-, санітарно-карантинний та ветеринарний контролі, видача вантажу, курильні кімнати, душові, камера схову та зал прильоту офіційних делегацій. Два поверхи вильоту міжнародних ліній включають в себе медпункт, кілька бізнес-залів, магазини безмитної торгівлі і точки харчування різних типів.
У штатному режимі електропостачання об'єктів інфраструктури аеропорту забезпечується двома незалежними джерелами ПС-425 «Яковлево» і ПС-663 «Злітна» ВАТ «МОЕСК», згідно з дозволом на відбираєму потужність московський аеропорт Домодєдово споживає 23 МВат електроенергії.

### Спеціальні сервіси аеропорту в пасажирському терміналі
На другому поверсі АВК працює цілодобова безкоштовна кімната матері та дитини, розрахована на дітей до восьми років і на дітей-інвалідів до 14 років. В кімнаті є умови для ігор, годування та сну дитини.
У Домодєдово є і зали відправлення релігійних обрядів. У 2001 р. була відкрита православна каплиця Архангела Михаїла, а у 2002 — мечеть «Сафар».
Для пасажирів з обмеженими можливостями розроблені особливі умови обслуговування. Наприклад, обертальні двері в аеропорт забезпечені спеціальною кнопкою на рівні сидячої людини. При натисканні на неї швидкість обертання двері сповільнюється, що полегшує доступ у будівлю АВК. Ліфти, що ведуть на другий поверх, обладнані виходами на обидва боки, а входи до магазинів та точки харчування мають достатню ширину для проїзду в них крісла. Є пандуси та спеціалізовані вбиральні. Служби аеропорту за попередньою заявою пасажира та авіакомпанії можуть забезпечити супроводження пасажира до борту літака, надавши йому допомогу в проходженні контролю.

### Реконструкція пасажирського терміналу
Будівля аеровокзального комплексу в нинішньому вигляді відкрилася в 2000 р. Але його реконструкція на цьому етапі не закінчилася. У 2003 р. керівництво управляючої компанії заявило про намір побудувати ще три пасажирські термінали, які стануть продовженням існуючого без зміни концепції under-one-roof.
У 2010 р. прес-служба аеропорту повідомила про подальше розширення терміналу, площа якого повинна сягнути майже 500 000 м².

## Наземний транспорт

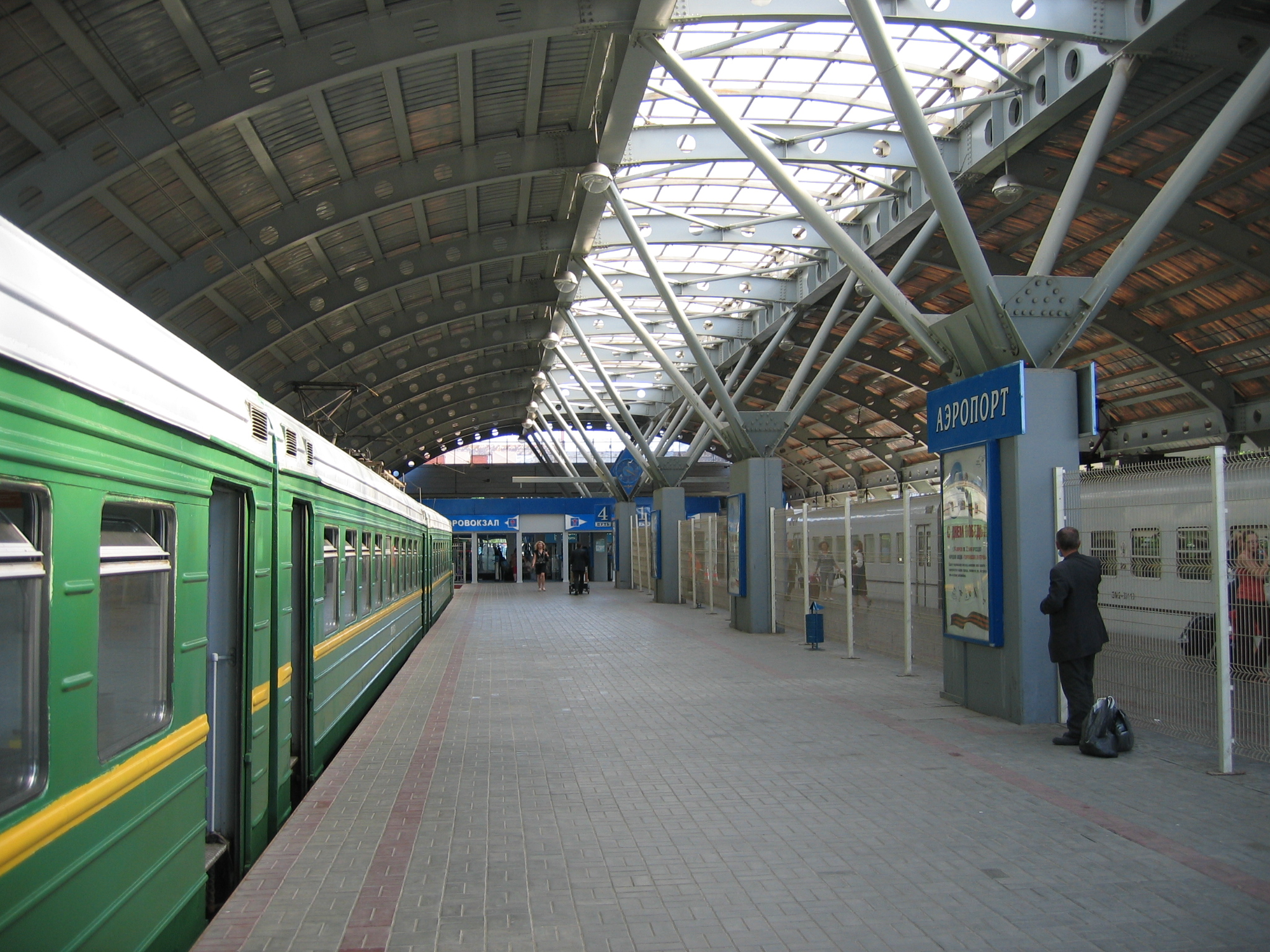
Залізнична станція Аеропорт

### Залізничний транспорт
До західного крила аеровокзалу примикає крита платформа Аеропорт Домодєдово, кінцева на лінії від станції Домодєдово Павелецького напрямку. Види сполучення станом на лютий 2015 року:
- Аероекспрес Москва-Павелецька — Аеропорт Домодєдово. Без зупинок. Години роботи 06:00 — 00:30 (з аеропорту — до 00:00), 30 хв інтервал. з перервою 12:00 — 13:00 (в обидва напрямки), час у дорозі 43-48 хв. Вартість: 470 руб. в касі / 420 руб. на сайті.
- Електропоїзд Москва-Павелецька — Аеропорт Домодєдово з більшістю зупинок на шляху проходження. 12 рейсів (у вихідні — 13), з аеропорту з 6:18 до 0:45, з Павелецького вокзалу з 4:45 до 23:07 з нерегулярними інтервалами. Час в дорозі 1: 00-1: 27. Вартість проїзду: .. Павелецького вокзалу — 114 руб, ЗІЛ (м. «Тульська») — 95 руб, Нижні Котли (м. «Нагатинська») і Коломенське (м «Варшавська».) — 76 руб

### Автомобільний транспорт і паркінг
Аеропорт пов'язаний з Москвою федеральною автотрасою А-105, що примикає біля МКАДу до старого Каширського шосе.
Автобуси
№ 308 Аеропорт Домодєдово — метро «Домодєдівська». Час в дорозі: 25-30 хвилин.
Також виконуються автобусні маршрути:
№ 30 Аеропорт Домодєдово — ст. Домодєдово;
№ 26 Аеропорт Домодєдово — Червоний Шлях
В аеропорту Домодєдово і поруч з ним розташована велика кількість парковок, на яких можна залишити свій автомобіль. Парковки в аеропорту Домодєдово діляться на два типи: дорогі, безпосередньо на території аеропорту, і доступні паркування з трансфером, розташовані біля аеропорту

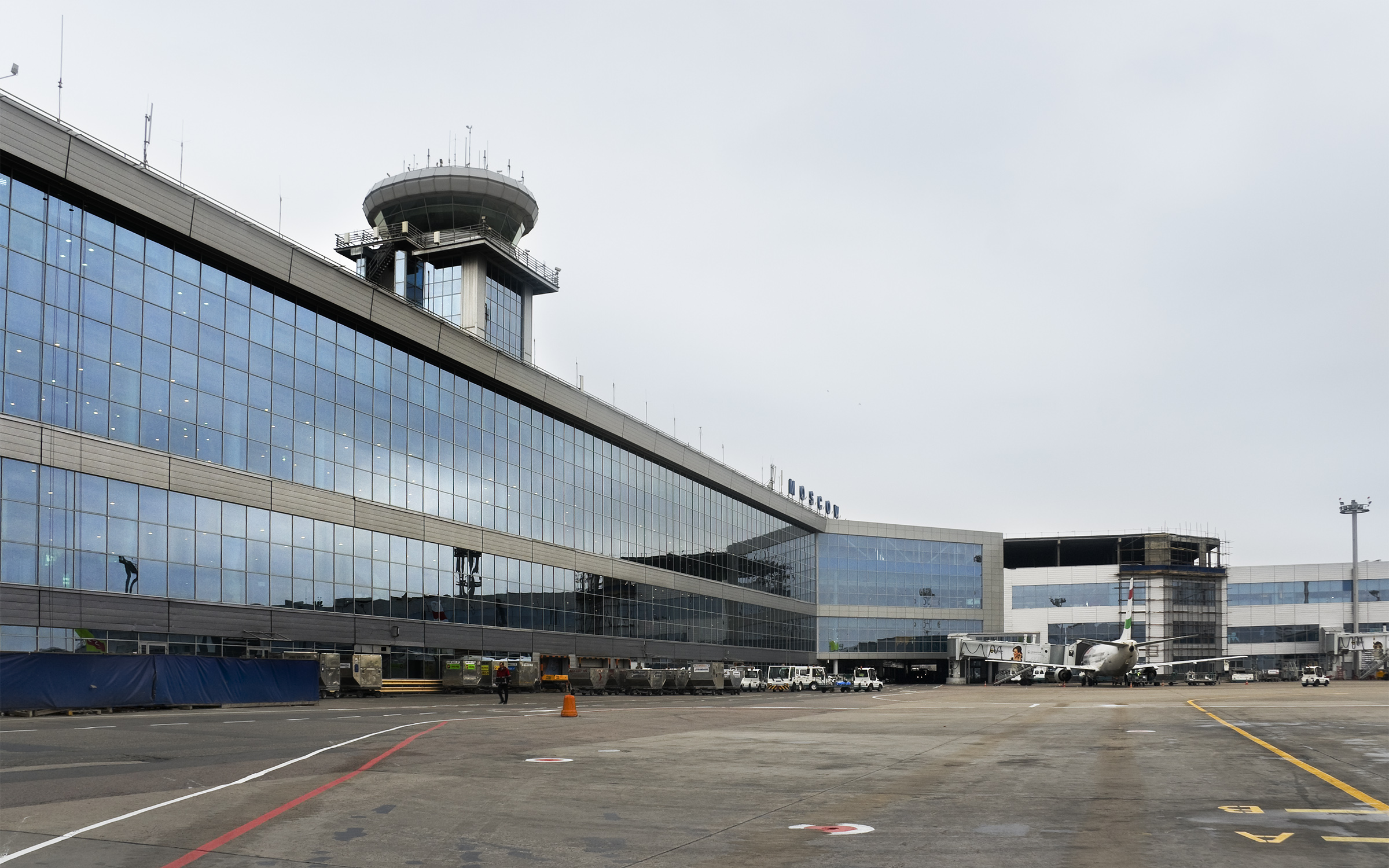
Пасажирський термінал з боку летовища

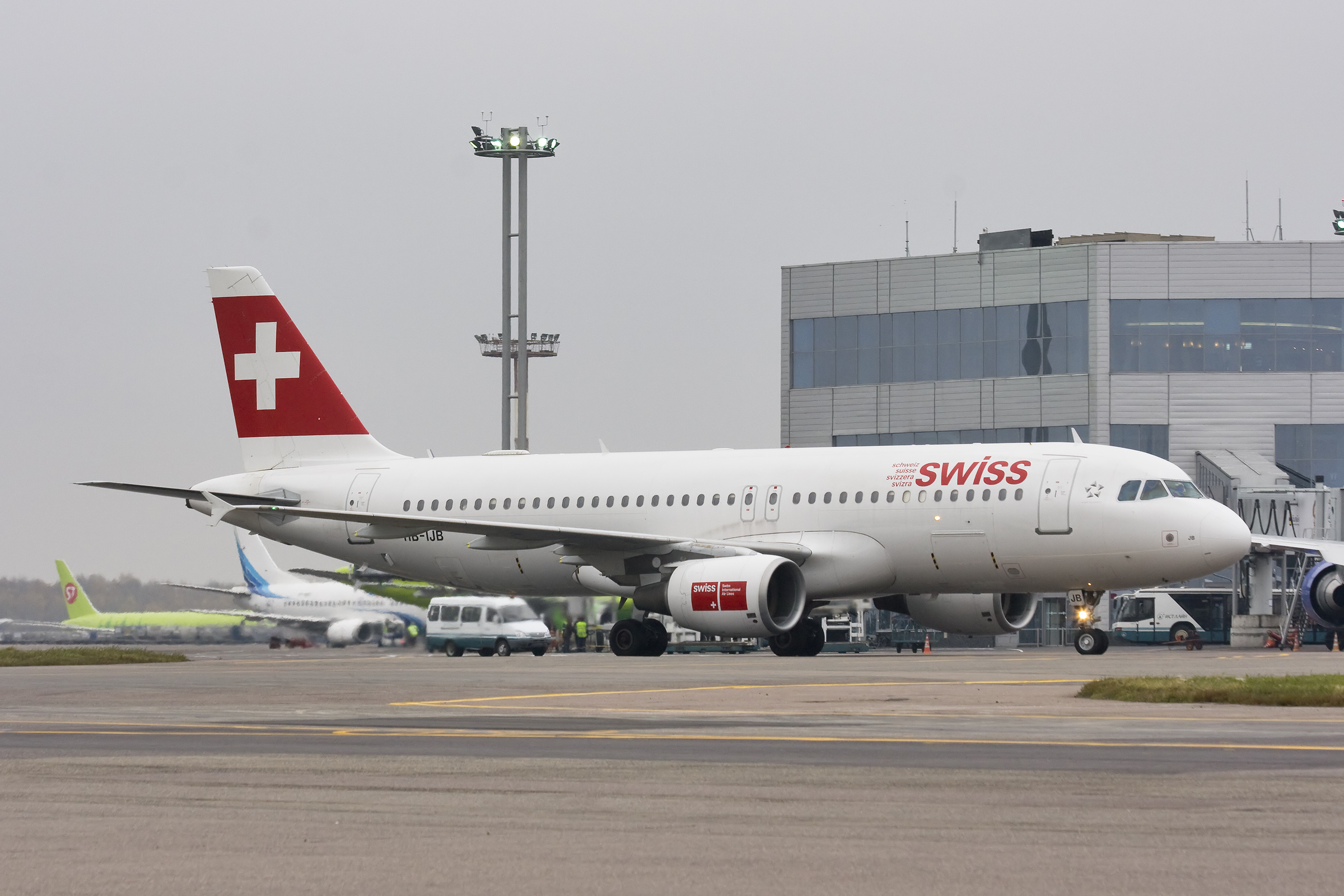
Airbus A320 Swiss air в Домодєдово

## Авіакомпанії та напрямки, березень 2020

### Пасажирські
| Авіакомпанія                  | Пункт призначення |
| ----------------------------- | --- |
| Aegean Airlines               | Афіни, Салоніки Сезонний: Іракліон, Каламата, Родос |
| Air Arabia                    | Шарджа |
| Air Astana                    | Алмати, Нур-Султан |
| Air Manas                     | Бішкек |
| Air Moldova                   | Кишинів |
| Alrosa Mirny Air Enterprise   | Мирний, Новосибірськ, Полярний |
| All Nippon Airways            | Токіо-Ханеда (з 1 липня 2020) |
| Austrian Airlines             | Відень Сезонний чартер: Інсбрук |
| Avia Traffic Company          | Бішкек, Ош |
| AZALJet                       | Баку |
| Belavia                       | Мінськ |
| British Airways               | Лондон-Хітроу |
| EgyptAir                      | Каїр |
| El Al                         | Тель-Авів |
| Emirates                      | Дубай |
| Ethiopian Airlines            | Аддис-Абеба, Афіни |
| Etihad Airways                | Абу-Дабі |
| Gulf Air                      | Бахрейн |
| Iberia                        | Мадрид |
| IrAero                        | Барнаул, Іркутськ, Омськ, Ростов-на-Дону, Саратов |
| Izhavia                       | Іжевськ |
| Japan Airlines                | Токіо–Наріта (завершення 28 березня 2020) |
| Komiaviatrans                 | Нар'ян-Мар, Сиктивкар |
| LOT Polish Airlines           | Варшава–Шопен (з 29 березня 2020) |
| Lufthansa                     | Франкфурт, Мюнхен |
| Montenegro Airlines           | Тиват |
| NordStar                      | Анапа, Красноярськ-Ємельяново, Махачкала, Мінеральні Води , Норильськ, Шицзячжуан, Сочі, Ст Петербург Сезонний чартер: Іракліон, Патрас |
| Oman Air                      | Маскат |
| Pegasus Airlines              | Стамбул-Сабіха Гекчен Сезонний: Газіпаша, Анталія, Бодрум, Даламан, Ізмір |
| Qatar Airways                 | Доха |
| Red Wings Airlines            | Астрахань, Белград, Фергана, Наманган, Навої, Махачкала, Новосибірськ, Самара (з 28 квітня 2020),, Самарканд, Сімферополь, Сочі, Уфа, Єреван Сезонний: Тиват (з 29 травня 2020) |
| Royal Air Maroc               | Касабланка |
| Royal Jordanian               | Амман |
| S7 Airlines                   | Абакан, Аліканте, Анапа, Анталія, Ашгабат, Астрахань, Баку (з 17 листопада 2020), Барселона, Барнаул, Пекін-Дасин (з 10 травня 2020), , Бєлгород, Берлін-Бранденбург (з 8 листопада 2020),, Берлін-Тегель (завершення 7 листопада 2020),, Благовєщенськ, Братськ, Бургас, Катанія, Челябінськ, Чита, Дюссельдорф], Геленджик (з 29 квітня 2020), Женева, Горно-Алтайськ, Іркутськ, Калінінград, Казань, Кемерово, Худжанд, Краснодар, Красноярськ-Ємельяново, Ларнака, Липецьк, Мілан-Мальпенса, Мінеральні Води, Мирний, Мюнхен, Мурманськ, Надим, Неаполь, Нижньовартовськ, Нижній Новгород, Норильськ, Новокузнецьк, Новосибірськ, Новий Уренгой, Нур-Султан (з 26 травня 2020), Омськ, Уральськ, Ош, Усть-Каменогорськ, Пальма-де-Мальорка, Пафос, Павлодар, Пенза, Перм, Піза, Рим-Ф'юмічіно, Ростов-на-Дону, Самара, Самарканд, Саратов, Сімферополь, Сочі, Ст Петербург, Ставрополь, Ташкент, Тенерифе-Південний, Тиват, Томськ, Тюмень, Уфа, Улан-Уде, Ургенч, Урумчі, Варна, Верона, Владикавказ, Волгоград, Воронеж, Якутськ, Єкатеринбург, Єреван Сезонний:Барі, Кальярі, Шамбері, Даламан, Іракліон (з 26 квітня 2020),, Генуя, Ібіца, Інсбрук, Ніцца, Ольбія, Пловдив, Пула, Рейк'явік, Родос, Зальцбург, Семей, Тараз, Турин |
| Severstal Air Company         | Череповець Сезонний: Апатити |
| Singapore Airlines            | Сінгапур, Стокгольм-Арланда |
| Smartavia                     | Архангельськ, Іркутськ, Калінінград, Махачкала, Мінеральні Води, Мурманськ, Новосибірськ, Оренбург, Ростов-на-Дону, Сімферополь, Улан-Уде, Єреван Сезонний: Анапа, Геленджик |
| Somon Air                     | Душанбе, Худжанд, Куляб |
| Swiss International Air Lines | Женева, Цюрих |
| Tajik Air                     | Душанбе |
| TAP Portugal                  | Лісабон |
| Thai Airways                  | Бангкок-Суварнабхумі |
| Turkmenistan Airlines         | Ашгабат |
| Ural Airlines                 | Бахрейн, Бордо, Барнаул, Бішкек, Благовєщенськ, Челябінськ, Чита, Хефей-Сіньцяо, Іркутськ, Калінінград, Карші, Куляб, Кутаїсі (призупинено), Ленкорань, Ларнака, Лондон-Станстед, Мінеральні Води, Мінськ, Монпельє, Мумбаї (з 30 березня 2020),, Новосибірськ, Нукус, Омськ, Ош, Ріміні, Ст Петербург, Сургут, Томськ, Уфа, Варшава-Шопен Єкатеринбург, Єреван Сезонний: Барселона, Даламан, Дубай, Гюмрі, Кабала, Тиват, Улан-Уде Сезонний чартер: Анталія, Акаба, Бріндізі (з 30 травня 2020),, Бургас, Дубай-аль-Мактум, Джерба (з 29 квітня 2020),, Енфіда, Жирона, Іракліон, Ламеція-Терме, Пафос, Подгориця, Рас-ель-Хайма, Тирана, Варна, Верона |
| UVT Aero                      | Бугульма, Геленджик, Совєтський |
| Vueling                       | Барселона |
| Yamal Airlines                | Надим, Новий Уренгой, Ноябрськ, Салехард, Ст Петербург, Тюмень, Уфа Сезонний чартер: Корфу (з 2 травня 2020) |

### Вантажний
| Авіакомпанія          | Пункт призначення |
| --------------------- | --- |
| AirBridgeCargo        | Амстердам, Пекін, Ченду, Чикаго-О'Хара, Франкфурт, Гонконг, Красноярськ–Ємельяново, Маастрихт, Мілан–Мальпенса, Париж–Шарль де Голль, Ст. Петербург, Сеул–Інчхон, Шанхай–Пудун, Сінгапур, Токіо–Наріта, Єкатеринбург, Сарагоса, Чженчжоу |
| Asiana Cargo          | Відень, Лондон-Станстед, Лондон-Хітроу |
| EgyptAir Cargo        | Каїр |
| Emirates SkyCargo     | Дубай-Аль-Мактум |
| Etihad Cargo          | Абу-Дабі, Мілан–Мальпенса |
| Lufthansa Cargo       | Франкфурт, Стамбул-Ататюрк, Осака |
| Yangtze River Express | Люксембург, Шанхай-Пудун |

## Статистика[41]
| Рік  | Пасажирообіг | % Зміни |
| ---- | ------------ | ------- |
| 2010 | 22,254,529   | ▬       |
| 2011 | 25,701,610   | ▲ 15.5% |
| 2012 | 28,000,000   | ▲ 9%    |
| 2013 | 30,760,000   | ▲ 10%   |
| 2014 | 33,039,531   | ▲ 7.5%  |
| 2015 | 30,504,515   | ▼ -7.7% |
| 2016 | 28,366,800   | ▼ -7%   |
| 2017 | 30,700,000   | ▲ 7.6%  |
| 2018 | 29,400,000   | ▼ -4.3% |

## Повітряні паради
У московському аеропорту Домодєдово не раз проходили повітряні паради. Першим з них був парад на честь 50-річчя Жовтневого перевороту, який відбувся 9 липня 1967 р. На ньому вперше був продемонстрований літак вертикального злету та приземлення Як-36, спадкоємець експериментальних «турболетів» 1950-х. Спочатку Як-36 розроблявся як фронтовий штурмовик, який міг надавати підтримку військам в умовах зруйнованих прифронтових аеродромів, злітаючи прямо з лісових просік. Серед інших літаків, представлених на святі, були так само Іл-16, По-2, Ла-7, МіГ-3, Пе-2, Ту-2, Іл-10, МіГ-21.
Керував парадом, який відкривало ланка надзвукових винищувачів-перехоплювачів, маршал С. Г. Руденко. За винищувачами злітали надзвукові літаки. З літаків стрибали дівчата з парашутами.
Про парад був знятий Документальний фільм «Крила Жовтня» [Архівовано 17 травня 2011 у Wayback Machine.]. У 1971 р. в Домодєдово прилітали французькі льотчики, яких зустрічали на винищувачах МіГ-21ФЛ.

## Події
В аеропорту Домодєдово мали місце деякі події та катастрофи, зокрема:
- 22 квітня 1968 року зазнав катастрофу літак Іл-18В. Виконуючи тренувальний політ біля аеропорту, він зачепив дроти ЛЕП та впав. Всі п'ять членів екіпажу загинули.
- 13 жовтня 1973 року через відмову електроживлення систем навігації зазнав катастрофи літак Ту-104Б Аерофлоту, що слідував рейсом 964 з Тбілісі (бортовий номер СРСР-42486). Екіпаж був дезорієнтований. З випущеними шасі на висоті 400 м вони розпочали третій правий розворот, під час якого літак перейшов на зниження по крутій спіралі з лівим обертанням. Літак зіткнувся із землею з креном 75° за 8 км від аеропорту. Загинуло 114 пасажирів і 8 членів екіпажу. У числі пасажирів знаходився командувач зенітними ракетними військами ППО СРСР генерал-лейтенант артилерії Федір Бондаренко. Ця катастрофа залишилася найбільшою за всю історію експлуатації літаків сімейства Ту-104.
- 7 грудня 1973 року при посадці зазнав катастрофи пасажирський літак Ту-104Б, який прямував з Грузії. Літак заходив на посадку з перевищенням швидкості та відхиленням від курсу. Через це літак накренився, зачепив лівим крилом землю, перекинувся, розколовся навпіл та загорівся. Загинули 13 з 72 осіб, які перебували на борту повітряного судна.
- 5 грудня 1999 року при злеті зазнав катастрофи транспортний літак Іл-114Т Ташкентського авіазаводу. При злеті через сильний порив вітру кермо напрямку заклинило в крайньому лівому положенні. Після злету літак пролетів 400 м, зіткнувся з огорожею аеропорту, зруйнувався і згорів. П'ятеро з семи членів екіпажу загинули.
- 24 серпня 2004 року практично одночасно, приблизно в 22:56 за московським часом, сталися катастрофи двох пасажирських літаків: Ту-154Б2 авіакомпанії «Сибір», що прямував з аеропорту Домодєдово в Сочі (розбився у Ростовській області, загинуло 46 осіб), і Ту-134А авіакомпанії Волга-Авіаекспресс (AIR VOLGA), що прямував з аеропорту Домодєдово до Волгограду (розбився в Тульській області, загинуло 43 особи). Розслідуванням встановлено, що на обох літаках здійснені теракти жінками-смертницями. (докладніше див.: Вибухи на літаках (2004))
- 29 березня 2006 року літак Іл-62, що належить лівійській авіакомпанії та летів з Триполі, викотився за межі ЗПС на 400 метрів. Фюзеляж переламався по 30 і 64 шпангоутам. Пожежі на борту літака не було. З шести льотчиків, які перебували на борту двоє отримали легкі травми. Літак відновленню не підлягав. За інформацією Міждержавного авіаційного комітету причиною авіаційної події стали помилкові дії бортінженера, який після приземлення вивів двигуни на злітний режим замість реверсу.
- 21 березня 2010 року приблизно в 2 години 34 хвилини Ту-204, що належав авіакомпанії «Авіастар-Ту», що слідував службовим рейсом Хургада (Єгипет) — Москва, при заході на посадку в складних метеоумовах зазнав аварії в лісі, в півтора кілометрах від злітно-посадкової смуги. Пасажирів на борту не було, вісім членів екіпажу отримали різні травми, літак зруйнований. Під час польоту в Московській повітряній зоні на висоті 5 400 метрів сталося мимовільне відключення автоматичного керування від обчислювальної системи керування польотом повітряного судна, що викликало збій в пілотажно-навігаційному обладнанні. З цієї причини командир повітряного судна відключив автопілот та перейшов на керування літаком у ручному режимі. Не оцінивши метеорологічну обстановку в аеропорту Домодєдово, командир прийняв свідомо необґрунтоване рішення про зниження та заходження на посадку при видимості та висоті нижньої межі нижче метеомінімума літака. Досягнувши мінімальної висоти зниження 60 метрів і не встановивши візуальний контакт з ЗПС, командир повинен був припинити зниження літака та виконати відхід на запасний аеродром, проте він продовжив захід на посадку, в результаті чого літак зіткнувся із землею та зруйнувався. Командир повітряного судна Олександр Косяков та другий пілот Олексій Михайловський були звинувачені в порушенні правил безпеки руху і експлуатації повітряного транспорту, що призвели по необережності заподіянню тяжкої шкоди здоров'ю людини (ч. 1 ст. 263 КК РФ) та 30 березня 2011 року засуджені кожний до року позбавлення волі умовно з позбавленням права займатися професійною діяльністю на один рік[44].
- 29 липня 2010 року увечері в аеропорту Домодєдово оперативники затримали особу, яка утримувала літак Ту-154 авіакомпанії Кавмінводиавіа, прилетівши в Домодєдово з Мінеральних Вод.
- 4 грудня 2010 року літак Ту-154М авіакомпанії «Авіалінії Дагестану», що виконував рейс за маршрутом Внуково (Москва) — Уйташ (Махачкала), зазнав катастрофи в аеропорту Домодєдово. Після злету з Внуково в процесі набору висоти у літака відмовив один з двигунів. У процесі зниження у літака відмовили ще два двигуни, генератори та система навігації. В аеропорту Домодєдово в складних метеоумовах з непрацюючими двигунами та системами навігації, приблизно в 14:50 по московському часу, літак здійснив вимушену посадку правіше злітно-посадкової смуги 32П, перетнув її і викотився на ліву бічну смугу безпеки, зіткнувся з нерівністю рельєфу та зруйнувався. На борту перебували 163 пасажири і 9 членів екіпажу. За даними Мінздоровсоцрозвитку, в результаті катастрофи загинули дві людини, 83 постраждали[45] (докладніше див.: Авіакатастрофа Ту-154 у Домодєдово).
- 26 грудня 2010 року в результаті крижаного дощу, що пройшов у Москві, сталася аварія на підстанціях, що живлять аеропорт Домодєдово, що призвело до його повного знеструмлення і до затримки всіх рейсів на 2—3 доби (докладніше див.: Колапс у московських аеропортах у грудні 2010).
- 24 січня 2011 року о 16 годині 32 хвилини за московським часом в аеропорту Домодєдово в залі міжнародного прильоту загальної зони аеровокзалу прогримів потужний вибух, в результаті якого, за офіційними даними МНС Росії, загинули 37 людей і 168 отримали поранення. Вибуховий пристрій привів в дію терорист-смертник (докладніше див.: Вибух в аеропорту Домодєдово 24 січня 2011 року).

## Новинки авіації
У Домодєдово дуже часто проходили випробування нових видів літаків. Наприклад, у 1966 р. велися експлуатаційні тести Іл-62, а у 1993 — Іл-96-300.

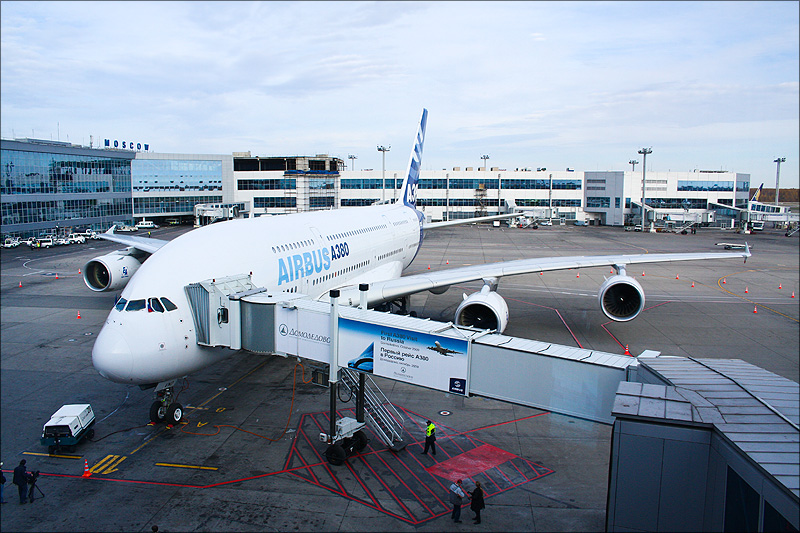
Аеробус A380 в аеропорту Домодєдово, 16 і 17 жовтня 2009

Перший в історії світової авіації надзвуковий пасажирський лайнер Ту-144 почав здійснювати свої регулярні рейси з Домодєдово до Алмати в 1977 р. Польоти були припинені у зв'язку зі зняттям літака з експлуатації.
16 жовтня 2009 року найбільший у світі пасажирський лайнер Аеробус A380 успішно здійснив посадку в міжнародному аеропорту Домодєдово. Домодєдово — один з двох на цей момент аеропортів в Росії, які сертифіковані для прийому Airbus A380 (другим російським аеропортом, здатним приймати A380, є аеропорт Толмачево). Всього A380 пробув у Росії два дні, протягом яких його показали керівникам авіакомпаній та журналістам. В учасників заходу була можливість не лише спостерігати демонстраційний політ та посадку авіалайнера, але й побувати на борту двопалубного гіганта. Лайнер пробув у Москві до 17 жовтня, після чого відправився на міжнародний аерокосмічний салон у Сеулі (Південна Корея).
У липні 2012 року авіакомпанія Emirates та аеропорт Домодєдово оголосили про початок польотів Airbus A380 в Москву. Лайнер буде експлуатуватися на одному з двох щоденних рейсів у Дубай. Польоти розпочались 1 грудня 2012.